# Save Me (Fleetwood Mac)
Save Me is een nummer van de Brits-Amerikaanse band Fleetwood Mac uit 1990. Het is de eerste single van hun vijftiende studioalbum Behind the Mask.
"Save Me" haalde een bescheiden 33e positie in de Amerikaanse Billboard Hot 100. Het nummer had het meeste succes in Canada en in Nederland, het haalde de 9e positie in de Nederlandse Top 40. In de Vlaamse Radio 2 Top 30 moest het nummer het met de 26e positie doen.